# Robot home
株式会社robot home（ロボットホーム、英: robot home, Inc.）は、AI・IoT事業、 robot home事業  を主体とした不動産テック企業。
不動産に特化したプラットフォームの開発・運用、クラウドサービスの提供、デザインレジデンスの企画、運用を行っている。2018年4月1日に株式会社インベスターズクラウドから株式会社TATERUへ商号変更。2021年4月1日に株式会社TATERUから株式会社Robot Home（英: Robot Home,Inc.）へ商号変更。2024年4月1日にRobot Homeから株式会社robot home（英: robot home,Inc.）へ商号変更。

## 沿革
- 2006年
  - 1月 - 有限会社フルキ建設設立。
  - 2月 - 株式会社インベスターズに組織変更。
- 2014年8月 - 株式会社インベスターズクラウドに商号変更。
- 2015年12月 - 東京証券取引所マザーズに上場。
- 2016年
  - 4月 - 子会社 株式会社iApartment（現：Residence kit）設立。
  - 6月 - 子会社 株式会社iVacation（現：TABICT）設立。
  - 12月 - 東京証券取引所第一部に市場変更。
- 2017年
  - 5月 - 子会社 株式会社iApartmentが株式会社Robot Home（現：Residence kit）へ商号変更。
  - 10月 - 株式会社リアライズアセットマネジメント（現：インベストオンライン）を連結子会社化[1]
  - 12月 - 子会社 株式会社iVacationが株式会社TATERU bnb（現：TABICT）へ商号変更。
- 2018年
  - 1月 - 子会社 株式会社TATERU Funding設立。
  - 3月 - 子会社 株式会社Robot Home（現：Residence kit）が賃貸オーナー向けの賃貸経営アプリ「Apartment kit for Owner」を提供開始[2]。
  - 4月 - 株式会社TATERUに商号変更。
  - 8月 - 不動産仲介業務の業者マッチングサイトとして「TATERU Buy-Sell for Business」の提供を開始[3]。
- 2019年
  - 1月 - Diginex Limited社とブロックチェーンと連結したクラウド型ストレージシステムを用いた「データ改ざん防止システム」の共同開発を開始[4]。
  - 4月 - 子会社 株式会社Robot Home（現：Residence kit）と共に、東京都板橋区にIoTアパートのモデルルームをオープン[5]。
  - 6月
    - 持分法適用関連会社であった株式会社TRASTAの株式譲渡を発表[6]。
    - 株式会社TATERUは、宅地建物取引業者に対する監督処分。遅くとも平成27年07月頃から平成30年07月頃にわたり、大阪府（91件）、愛知県（88件）、兵庫県（46件）、千葉県（23件）、埼玉県（23件）、福岡県（23件）、京都府（16件）、東京都（13件）、神奈川県（6件）、及び、熊本県（3件）の所在の336件の宅地について、自ら売主として売買契約を締結し、又は媒介により宅地の売買契約を成立させるにあたり、営業部長、部長代理を中心とする31名が、金融機関から融資承認を得る目的で買主が提出した融資審査に必要な自己資金を示す証憑を改ざんした上で、これを金融機関に提出して、融資承認を得させた[7]。

  - 10月 - 子会社であった株式会社インベストオンラインを株式会社アエリアの子会社へ株式譲渡することを発表[8]。
- 2020年
  - 1月 - 子会社 株式会社サナス設立。
  - 10月
    - JEITAによる「スマートホームデータカタログ」 活用事例創出の取組みへの参画。
    - 株式会社グローベルスと子会社 株式会社Robot Home（現：Residence kit）の業務提携。

  - 11月 - 電力価格の予測を可能にするAIを開発、株式会社ホープへ提供。
- 2021年4月 - 株式会社Robot Homeへ商号変更。子会社 株式会社Robot HomeがResidence kitへ商号変更。
- 2023年10月 - 東京証券取引所スタンダード市場へ市場変更。
- 2024年4月 - 株式会社robot homeへ商号変更。

## 事業所
- 東京本社（東京都中央区銀座6-10-1-9F）
- 東京オフィス（東京都中央区新川1-21-2-2F）
- 大阪支店（大阪府大阪市中央区瓦町4-4-7-5F）
- 名古屋支店（愛知県名古屋市中区栄2-2-17-6F）
- 福岡支店（福岡県福岡市博多区中洲5-6-24-4F）
- 仙台支店（宮城県仙台市宮城野区榴岡3-4-1-5F）

## グループの主な事業

### robot home
- AI・IoT技術を活用して、入居者、オーナー、 賃貸仲介会社、賃貸管理会社の全てのプレーヤーを繋ぎ、不動産経営の自動化を目指すプラットフォームを提供。
- 不動産経営を自動化させるSaaSモデルのオーナー専用アプリ「Residence kit for Owner」の提供。
- robot homeの管理するIoTレジデンスではスマートロックをはじめとする付属のIoT機器が操作できる入居者専用アプリ「Residence kit for Customer」を提供。
- 業務効率化による 空室リスクの軽減を可能にする管理会社用RPAツール「Residence kit for Business」の提供。
- 全国17都府県、4,884の仲介業者が登録している「Residence kit for Agent」の提供。
- KANRY事業というAI・IoTなどのテクノロジーを活用したPM事業で高い入居率を維持した安定したストック収入で継続的にシェアを拡大。
- 不動産コンサルティング及び企画開発。
- 不動産×ITの様々な自社プロダクトを開発、運用してきた実績を活かし DX統合支援サービスを開始。

### rh labo
- 部屋に置くだけで、簡単。IoT賃貸住宅「robot home kit」の企画開発。
- robot homeへの「robot home kit」のOEM提供を行い、2017年6月1日よりTATERUの管理しているレジデンスへの供給を行っている。[9]
- スマートライフを実現するIoT機器により、オーナーにIoTを活用した賃貸経営情報の可視化を行う。入居者においては、生活の利便性と安全性を高めるとともに、室内の学習リモコンを活用した多様なライフスタイルの実現が可能になる。
- 2019年4月にオープンしたモデルルームでは、新たに「kit HOME ENTRANCE」を搭載している。kit HOME ENTRANCEはスマートフォンから解錠が可能な、集合玄関用のカメラ付きインターフォンである。[5]
- 2020年10月には株式会社プロスペクト子会社の株式会社グローベルスとの業務提携により、Residence kitの標準導入が決定。
- 2023年9月1日にResidence kitからrh laboへ商号変更。

### rh maintenance
- 宿泊施設の企画・開発・運営、「bnb kit（スマートキー・スマートチェックインパッド・TRIP PHONE）」の開発。

### rh warranty
- 入居者向け保証サービスの提供。
- 2023年9月1日にTABICTからrh maintenanceへ商号変更。

## 主要子会社
- 株式会社 rh labo - 2016年4月1日設立。主にIoT機器の開発・製造・販売、アプリケーション開発、システムの構築及び運用保守サービス業などを事業として、robot home kitの開発などを行っている。2021年4月1日にRobot HomeからResidence kitへ、2023年9月1日にResidence kitからrh laboへ商号変更。
- 株式会社 rh maintenance - 2016年6月1日設立。主に宿泊施設の企画・開発・運営、TRIP PHONEの開発・運営などを事業として、IoTを活用した宿泊運用サービスの提供などを行っている。2023年9月1日にTABICTからrh maintenanceへ商号変更。
- 株式会社rh warranty - 2020年1月10日設立。主に賃貸入居者への保証サービスの提供などを行っている。2023年9月1日にサナスからrh warrantyに商号変更。
- 株式会社 rh investment
- 株式会社アイ・ディー・シー
- 株式会社Next Relation - 2022年8月15日設立。パブリックアフェアーズ（公共渉外・ロビイングなど）の戦略立案から実行までワンストップのサポートを提供している。

## 不祥事
2018年8月31日、顧客の融資が通りやすくするため、預金通帳を改ざんしていたと日本経済新聞及び楽待新聞が報じた。同日、会社側はこれを認めるリリースを出している。同年12月27日、第三者を中心とした特別調査委員会が本件の調査結果報告書を提出した。報告書によれば改ざんを実行した従業員は営業部長・部長代理を中心とする合計31名、成約棟数2,269件のうち350件であった。これを受けて、TATERUから営業担当の常務取締役が辞任、他の取締役の役員報酬減額が発表された。2019年6月21日、この件に関して、国土交通省は「宅建業に関し不正または著しく不当な行為」にあたるとして業務停止の行政処分を行うべく聴聞を行ったところ、TATERU側が事実関係を認めた上で、「業務停止処分は（国土交通省の）裁量を逸脱する違法な処分と言わざるをえない」と争う姿勢を見せた。同月28日、国土交通省関東地方整備局は宅地建物取引業法に基づき、同社に宅建業にかかる全業務の業務停止命令を出した。期間は7月12日から1週間。